# Miranda en La Carraca
Miranda en La Carraca es un lienzo pintado por Arturo Michelena en 1896 con motivo de cumplirse ochenta años de la muerte de Francisco de Miranda, acaecida el 14 de julio de 1816 en la prisión de La Carraca, en España.
El artista presentó su cuadro el 18 de julio de 1896 en el Teatro Municipal de Caracas. En ese acto el presidente Joaquín Crespo le entregó una medalla a Michelena por haber sido ganador de varios premios en Francia. El cuadro fue adquirido por la nación por 40 000 bolívares
El lienzo se halla actualmente en la Galería de Arte Nacional en Caracas. Tanto la técnica como el estilo encajan en lo que se ha llamado el Academicismo venezolano. La composición es apaisada. Predominan los colores cálidos (muy propio del academicismo en Venezuela). Presenta a Miranda con ropas de inicios del siglo XIX. Muestra un rostro sereno pero denota frustración y decepción. Su mirada está dirigida al espectador. El modelo que posó para el cuadro fue el escritor venezolano Eduardo Blanco. 

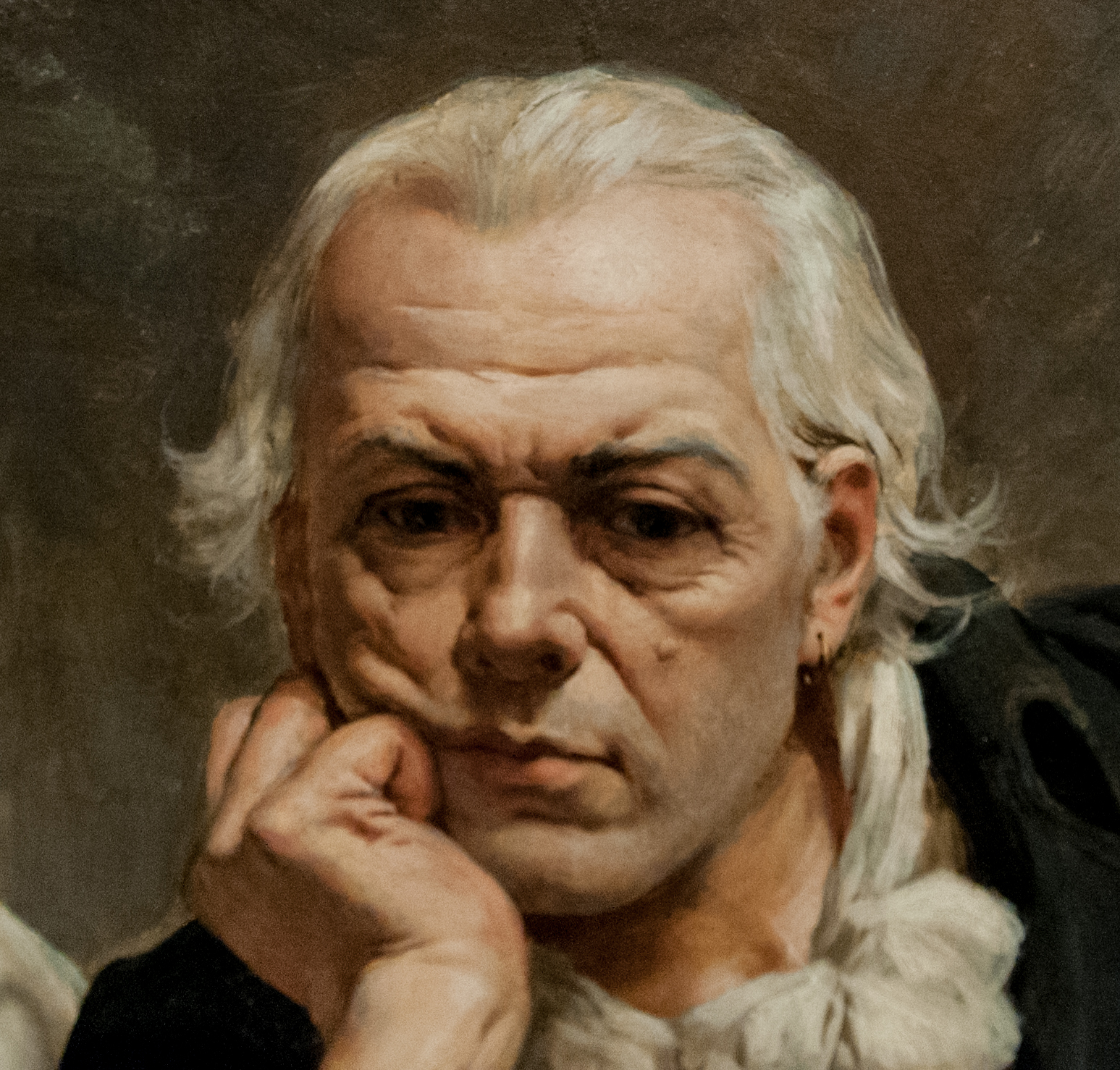
Detalle del retrato

Uno de los puntos áureos de la composición cae exactamente en el pecho de Miranda. En el extremo derecho de la pared una argolla amurada con su cadena no solo sirve para equilibrar la composición, sino para patentizar el hecho de que se está en una prisión. Así mismo, los libros apilados en una mesita en el extremo izquierdo y el libro sobre la cama hacen percibir que el personaje es instruido. 
Michelena realizó dos copias del lienzo, ambas mucho más pequeñas que el original. Una de las dos copias fue vendida a la familia del modelo de la pintura y la otra copia no se vendió, quedando en propiedad de su viuda, Lastenia Tello de Michelena, hasta su fallecimiento; lo legó en testamento a la Alcaldía de Valencia. Esta última copia fue considerada como desaparecida por la Galería Sotheby's de Nueva York, desde su donación hasta 1972, cuando fue encontrada en el sótano del antiguo Concejo Municipal de Valencia, y ahora se conserva en el despacho del alcalde.